# 陳茂源
陳茂源（1903年2月16日—1990年），字少鵠，台灣法官、法學教師、詩人、翻譯家，出身桃園大溪，父陳乾，弟陳茂棠醫生（齒科、外科）。妻林芯是板橋林家林熊祥的女兒。

## 略歷
著作有《自由丘吟草》（漢語古典詩集，自由之丘是作者和作者老師矢內原先生在東京住的所在）等，譯作有矢內原忠雄《日本帝國主義下之台灣》等。
與葉榮鐘同為矢內原忠雄最早期的《聖經》學生和台灣人《聖經》學生。
1925年考入東京帝國大學法學部，1928年卒業，法學士，同年考中高等文官試驗（舊日本帝國的公務人員高等考試）司法科。
在日本本土東京、松本、浦和、千葉裁判所做司法官，1929年到1932年間每周到矢內原先生家裡，在先生指導下學《聖經》，是這段時間裡矢內原先生最主要的1位《聖經》學生（矢內原伊作，《矢內原忠雄傳》）。
第二次世界大戰中，紹介親小弟陳茂棠（1941年）、東京帝大後輩（學弟）郭維租（1943年1月10日）做矢內原先生門下生。
第二次世界大戰終止後回台，出任國立台灣大學法學院法律學系教授，直到退休。晚年與其三弟陳茂林老師居住在大溪。
聖經學生有涂南山等。